# Mario Vilella Martínez
Mario Vilella Martínez (3 de julio de 1995) es un extenista profesional español, nacido en la ciudad de Elche. Comenzó a jugar al tenis gracias a su padre que desde muy pequeño le enseñó a utilizar la raqueta, solían bajar a pelotear cerca de su casa los fines de semana.
Su habilidad y destreza con la raqueta le hizo ir escalando hasta lograr ser becado en el Club Internacional de Alto Rendimiento  de Juan Carlos Ferrero, así  como formó parte del Club de Tenis Murcia.
Para seguir sumando victorias y estar a punto para los próximos ATP Challenger Series, empezó la temporada entrenando con Jesús Hidalgo Sánchez en el centro de alto rendimiento UMH (Universidad Miguel Hernández) donde seguía un entrenamiento específico, después de la temporada de preparación continuaría con su entrenamiento en JCFerreroEquelite. En su primer año Challenger fue campeón absoluto del Prague Challenger 80 y se clasificó para el Grand Slam US OPEN ganando los dos primeros partidos clasificatorios, venciendo al estadounidense N.º 64 (Taro Daniel). 

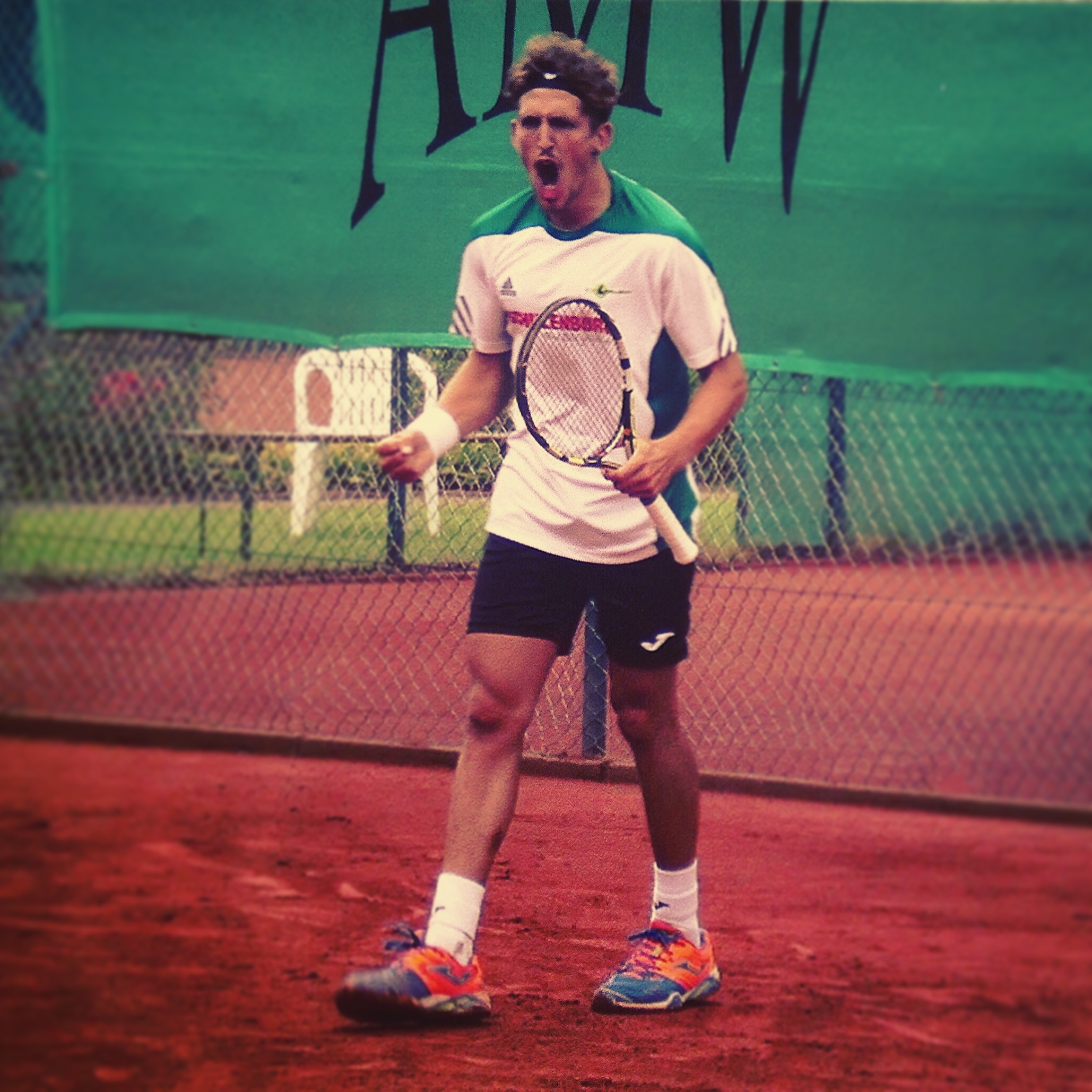
Mario en el momento que anotaba un punto decisivo.

Su material deportivo era suministrado por Joma y Head.
Mario derrotó a Nicolás Almagro en su último partido como tenista profesional en el I Challenger Open Muria 2019, siendo un honor haber jugado con el jugador que llegó a estar en el Top 10.

## Carrera
Su mejor ranking individual fue el N.º 190 alcanzado el 9 de septiembre de 2019, y en dobles es el n.º 308 alcanzado el 11 de septiembre de 2017.
Títulos individuales (9)
2019- Prague Challenger 80 (CL) Campeón absoluto.
2018- ITF Austria F1 (AUT)
- ITF Madrid F9 (ESP)
2017- ITF Egypt F38 (EGY)
- ITF Kazakhstan F3 (KAZ)
2016- ITF Melilla F34 (ESP)
- ITF Argelia F2 (ALG)
2015- ITF Argelia F1 (ALG)
- ITF Tunisia F3 (TUN)
- ITF Tunisia F1 (TUN)

Finalista individual (10)
2018- ITF Germany F7 (GER)
- Challenger Samarkand (UZB)
2017- ITF Egypt F37 (EGY)
- ITF Egypt F36 (EGY)
- ITF Turkey F22 (TUR)
- ITF Kazakhstan F5 (KAZ)
- ITF Paguera F4 (ESP)
2016 - ITF Melilla F34 (ESP) - ITF Argelia F2 (ALG)
2015 - ITF Algeria F1 (ALG)- ITF Tunisia F3 (TUN)- ITF Tunisia F1 (TUN)

Finalista individual (3)

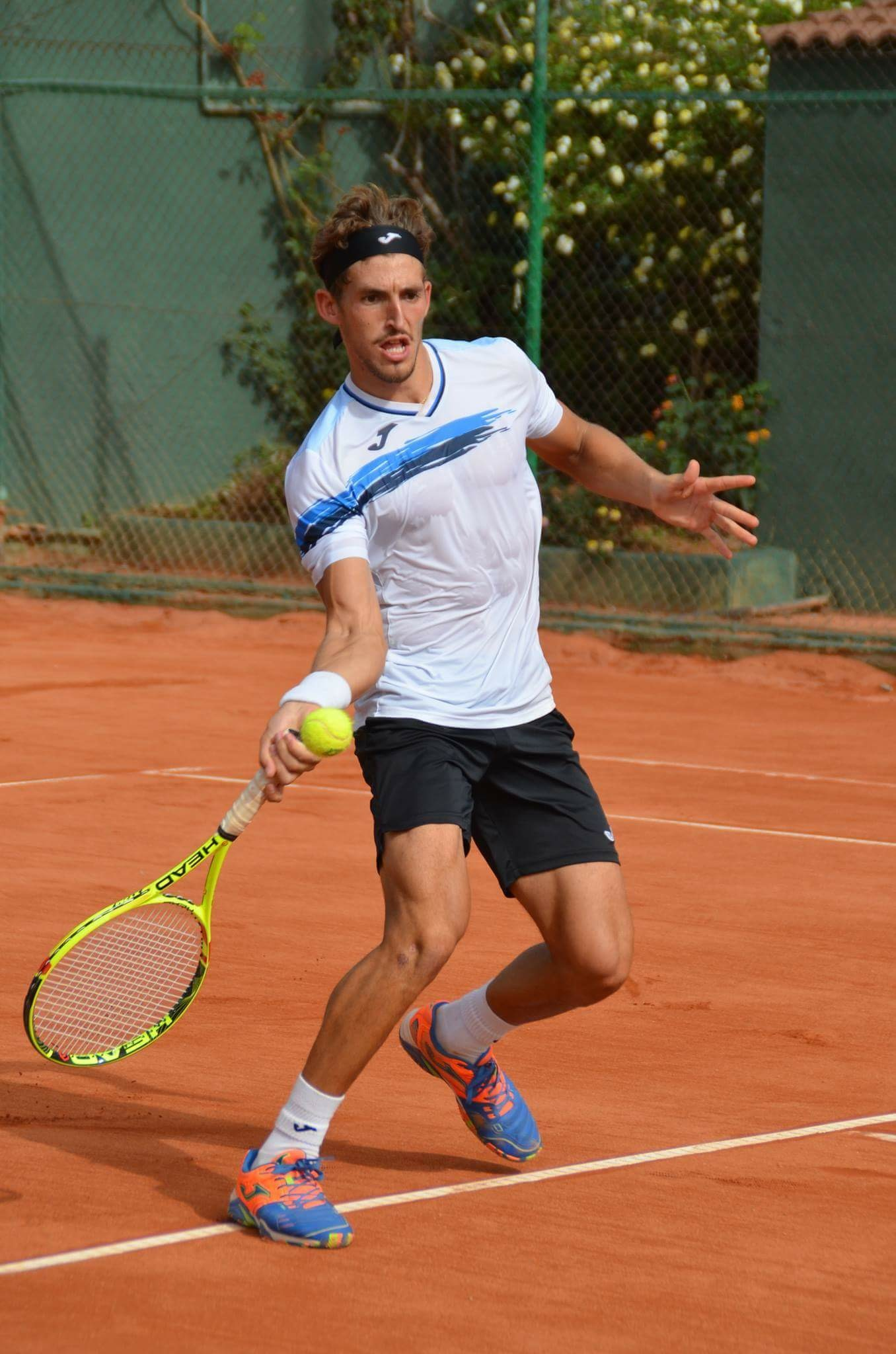
Mario golpeando la bola.

2016- ITF Huelva F16 (ESP) / ITF Morocco F1 (MAR)
2015- ITF Romania F14 (ROU)

Títulos dobles (2)
2016- ITF Almanzora F38 (ESP) (c David Vega) /  ITF Almanzora F37 (ESP) (c Jaume Pla)

Finalista dobles (3)
2016- ITF Melilla F24 (ESP) (c Albert Alcaraz)- ITF Martos F17 (ESP) (c Jaume Pla)

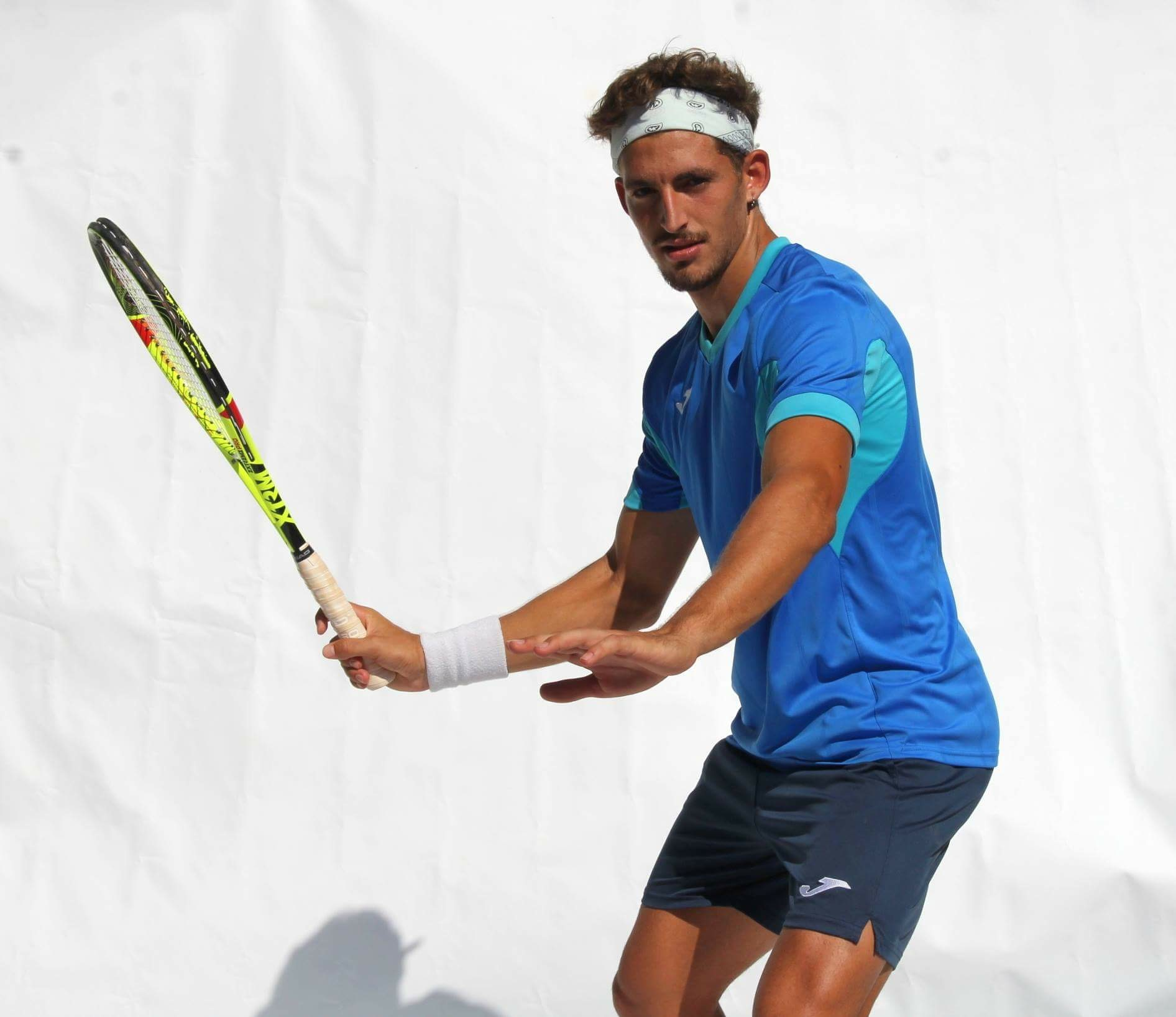
Mario en una sesión de fotos.

2015- ITF Denia F22 (ESP) (c E Russi)

Títulos Junior
2012- Campeón Valencia Absoluto/ Campeón Valencia S18
2011- Finalista Marca Murcia
2010- Finalista en Marca Zaragoza / Campeón en Marca Madrid-Rozas / Finalista en Marca Valencia
2009- Finalista Calviá Open S14 (ESP) / Finalista dobles Calviá Open S14 (ESP) (c Jose Vicente Monsonis)  / Finalista dobles Babolat Cup Nacional (c Fernando Sala)
2007- Subcampeón España dobles S12 (c Aitor Sanz)